# Yao Dieudonne
Yao Dieudonne (Costa de Marfil, 14 de mayo de 1997) es un futbolista marfileño.

## Trayectoria
Yao debutó el 15 de mayo de 2016 contra el Hobro IK en la Superliga de Dinamarca. Entró al campo en el minuto 82 y sustituyó a Mikkel Desler. Fue ascendido a la plantilla del primer equipo en el verano de 2016, después de jugar medio año en la sub-19. En noviembre de 2016 su contrato se extendió hasta 2020.
En septiembre de 2019 se unió al Thisted FC, unos días después, anotó dos goles en su debut en la victoria por 4-0. En julio de 2022, Yao fue transferido al Kolding IF. En 2023 fue contratado por el Skive IK.